# Asuni
Asuni település Olaszországban, Szardínia régióban, Oristano megyében. Lakosainak száma 302 fő (2023. január 1.). Asuni Ruinas, Samugheo, Senis, Villa Sant'Antonio és Laconi községekkel határos.

## Népesség
A település népességének változása:
| Lakosok száma | 345  | 345  | 302  |
|               | 2017 | 2018 | 2023 |